# Balagro
Balagro (in greco antico: Βάλαγρος?, Bálagros; Macedonia?, III secolo a.C. – ...) è stato uno storico greco antico.

## Biografia
Probabilmente di origine macedone, come attesta il suo nome, forse Balagro visse nel III secolo a.C., come risulterebbe dall'unica testimonianza esterna su di lui, un'iscrizione proveniente da Pergamo, in cui viene detto figlio di Meleagro.

## Storia della Macedonia
L'unica opera nota di Balagro è una Storia della Macedonia (Μακεδονικά), della quale restano minuscoli frammenti trasmessi da Stefano di Bisanzio, per un totale di 35 parole.